# Velvet (serial telewizyjny)
Velvet – hiszpański kostiumowy serial dramatyczny stworzony dla hiszpańskiej stacji Antena 3. Emitowany od 17 lutego 2014 do 21 grudnia 2016.

## Fabuła
Hiszpania, lata 50. XX w. Alberto (Miguel Ángel Silvestre), który właśnie odziedziczył po ojcu prestiżowy dom mody, zakochuje się w pięknej krawcowej, Anie (Paula Echevarría). Rodzina ma jednak wobec niego inne plany.

## Obsada
Do obsady serialu należą:
- Miguel Ángel Silvestre
- Paula Echevarría
- Marta Hazas
- Adrián Lastra
- Javier Rey
- Amaia Salamanca
- Aitana Sánchez-Gijón
- Manuela Velasco
- Asier Etxeandía
- José Sacristán
- Miriam Giovanelli
- Llorenç González
- Peter Vives
- Diego Martín
- Pastora Vega
- Francesco Testi
- Concha Velasco
- Aitor Luna

## Emisja w Polsce
Serial w Polsce dostępny jest od 2016 roku na platformie Netflix w oryginalnej długości.
Polska premiera telewizyjna odbyła się 8 marca 2021 roku na antenie TVP Kobieta. Emisja serialu odbywa się codziennie, od poniedziałku do niedzieli o godzinie 19.30 po dwa odcinki.
Od 24 kwietnia 2024 roku emisja została wznowiona i serial można oglądać codziennie o 13:55 w TVP Kobieta. Na cztery sezony składa się 55 odcinków. .

## Przegląd sezonów
| Seria | Liczba odcinków | Liczba odcinków | Pierwsza emisja (Antena 3) | Pierwsza emisja (Antena 3) | Pierwsza emisja (TVP Kobieta) | Pierwsza emisja (TVP Kobieta) | Data dostępu VOD (Netflix Polska) |
| Seria | Hiszpania       | Polska          | Premiera serii             | Finał serii                | Premiera serii                | Finał serii                   | Data dostępu VOD (Netflix Polska) |
| ----- | --------------- | --------------- | -------------------------- | -------------------------- | ----------------------------- | ----------------------------- | --------------------------------- |
| 1     | 16              | 26              | 17 stycznia 2014           | 26 maja 2014               | 8 marca 2021                  | 20 marca 2021                 | 1 sierpnia 2016                   |
| 2     | 13              | 22              | 21 października 2014       | 23 lutego 2015             | 21 marca 2021                 | 31 marca 2021                 | 1 sierpnia 2016                   |
| 3     | 15              | 25              | 10 lipca 2015              | 17 grudnia 2015            | 1 kwietnia 2021               | 13 kwietnia 2021              | 1 sierpnia 2017                   |
| 4     | 11              | 18              | 5 października 2016        | 21 grudnia 2016            | 13 kwietnia 2021              | 22 kwietnia 2021              | 2 sierpnia 2017                   |